# Eroi modesti - Ponoc Short Films Theatre
Eroi modesti - Ponoc Short Films Theatre (ちいさな英雄－カニとタマゴと透明人間－?, Chīsana eiyū: Kani to tamago to tōmei ningen, lett. "Piccoli eroi - Il granchio, l'uovo e la persona trasparente") è un film d'animazione antologico giapponese del 2018 realizzato dallo Studio Ponoc. Primo capitolo della serie Ponoc Short Films Theatre, è composto da tre cortometraggi, diretti rispettivamente da Hiromasa Yonebayashi, Yoshiyuki Momose e Akihiko Yamashita.
Dal 6 settembre 2019 è disponibile in Italia sulla piattaforma streaming Netflix.

## Trame

### Kanini e Kanino
Kanini & Kanino - titolo originale: Kanīni to Kanīno (カニーニとカニーノ? lett. "Kanini e Kanino")
In un mondo popolato da creature magiche, Kanīni e Kanīno sono piccoli fratelli umanoidi che vivono sott'acqua in un lago. Il padre si prende cura di loro mentre la madre incinta si è allontanata per partorire in un luogo tranquillo. Quando una forte corrente porta via il padre, i fratelli intraprendono un pericoloso viaggio per trovarlo e salvarlo.

### Life Ain't Gonna Lose
Life Ain't Gonna Lose - titolo originale: Samurai Egg (サムライエッグ? lett. "L'uovo samurai")
Shun nasce con una letale allergia alle uova. Ogni giorno, quindi, la famiglia si prodiga a proteggerlo da qualunque sostanza possa contenerne le tracce. Shun quindi deve mangiare pasti speciali a scuola, i suoi compagni di classe devono stare attenti a non sputargli addosso e ad ogni gita scolastica devono essere prese serie misure precauzionali. Allo stesso tempo, sua madre cerca di mantenere la sua carriera professionale di danzatrice. Un giorno Shun mangia inconsapevolmente qualcosa che lo mette in pericolo.

### Invisible
Invisible - titolo originale: Tōmei ningen (透明人間? lett. "La persona invisibile")
Un salaryman vive nella più totale invisibilità, venendo ignorato da tutti gli altri. In più, deve sempre portarsi appresso dei pesi per non volare via: quando un giorno quasi galleggia via quando perde l'estintore che usa per trattenersi, viene in contatto con un cieco che gli parla, facendolo sentire meglio con se stesso. L'uomo invisibile quindi improvvisamente ha l'opportunità di essere un eroe.